# La corte de Faraón (pel·lícula)
 La corte de Faraón és una pel·lícula espanyola dirigida per José Luis García Sánchez i protagonitzada per Ana Belén i Antonio Banderas. Està basada en números musicals seleccionats de la sarsuela del mateix títol.

## Actors i personatges
- Ana Belén - Mari Pili / Lota
- Fernando Fernán Gómez - Roque
- Antonio Banderas - Fray José / José en un moment posterior
- Josema Yuste - Tarsicio/Putifar
- Agustín González - Pare Calleja
- Quique Camoiras - Corcuera/Rey
- Mary Carmen Ramírez - Fernanda/Reina
- Juan Diego - Roberto
- Milagros Martín - Raquel
- Guillermo Montesinos - Antonio / José al principi
- Millán Salcedo - Coper
- Antonio Gamero - Ramírez
- José Luis López Vázquez - Comissari
- María Luisa Ponte - Patricia
- Guillermo Marín - Prior
- Luis Ciges - Huete

## Argument
Es podria definir com una paròdia de la societat espanyola en els quaranta o cinquanta a partir de la sarsuela La corte de Faraón, de 1910, molt popular a Espanya.
La pel·lícula comença i acaba amb la detenció d'un grup d'actors aficionats que estan representant aquesta sarsuela i són arrestats per la censura. A partir d'aquest començament es retrata com va començar tot i per què ha acabat d'aquesta forma.

## Premis
- Conquilla de Plata al millor director del Festival Internacional de Cinema de Sant Sebastià (1985).[3]
- Esment Especial per al repartiment del Festival de Sant Sebastià (1985).
- Fotogramas de Plata 1985 al millor actor de cinema per Antonio Banderas.[4]